# 今谷鉄柱
今谷 鉄柱（いまたに てっちゅう、1965年 - ）は、日本の漫画家。兵庫県神戸市生まれ、宮崎県育ち。東京都在住。25歳でビッグコミックスピリッツ賞を受賞しデビュー。コミカライズ用の別名義に個々田健（ここだけん）がある。別名にささきゆきもある。
作品の累計発行部数は国内外で70万部を超えている。2011年、『月刊サンデージェネックス』（小学館）による東日本大震災復興支援チャリティー誌に参加した。

## 人物
『お受験の星』のような「お受験」をしたことがない。プレッシャーに弱いため、原稿を1週間前にあげている。小学、中学、高校と水泳の習い事をしていた。

## 作品

### 連載作品
- DIVE MAN（『モーニング』1998年39号 - 1999年41号[6]、全1巻） - 不定期掲載。
- RAKUEN-大吉・凛々子のLOG BOOK-（『MANGAオールマン』、全1巻）
- 拳魂（『週刊少年チャンピオン』2002年20号 - 2002年37・38合併号、全2巻）
- スケッチ（『ビッグコミックオリジナル増刊号』2004年9月12日号 - 2005年5月12日号） - 単行本は未刊行だが、電子書籍限定で配信されている。
- 県庁の星（原作：桂望実、『ビッグコミックスペリオール』2005年23号 - 2007年6号、全4巻） - 小説のコミカライズ。
- お受験の星（シナリオ協力：花形怜、『ビッグコミックスペリオール』2007年10号 - 2008年22号、全4巻）
- 山形スクリーム（『月刊サンデージェネックス』2008年12月号 - 2009年6月号、全1巻） - 個々田健名義。映画のコミカライズ。
- かさねの道（原作：かわさき健、『漫画サンデー』2009年No.31[7] - 、全7巻） - 初のゴルフ漫画[4]。
- 甲子園ものがたり（原作：栗山英樹、『漫画サンデー』2011年No.29[8] - No.31）

### 刊行作品
- コミックユダヤ人大富豪の教え（原作：本田健）
  - 2005年刊、大和書房〈単行本〉全2巻[9][10]
  - 文庫版[注釈 1]、2007年刊、大和書房〈だいわ文庫〉全2巻[11][12]
  - スイス篇、2011年刊、大和書房〈単行本〉全2巻[13][14]
- ガウディ（朝日新聞出版『週刊マンガ世界の偉人』11号[15]、2012年4月3日発売[16]）
  - マンガ世界の偉人5 大人になるまでに学びたい夢・情熱・好奇心の育て方（朝日新聞出版、2016年10月20日発売） - 『ガウディ』が収録。
- NEXT MAGIC〜黎明篇〜（原作：梁凱恩、サンクレイオ翼[注釈 2]、2012年5月19日発売）
- シンガポール発 ソーシャルメディア成功物語（原作：小谷川拳次、2013年刊、全3巻） - 電子書籍限定。
- 常識を疑え!!（原作：高木純、2014年3月 - 2014年4月刊、上下巻） - 電子書籍限定。
- 俺のパン〜パンで世界をつなぐ〜（原作：河上祐隆、デザインエッグ社、2014年刊、2019年刊、全2巻）
- マンガでわかりやすい うつ病の認知行動療法（監修：大野裕、きずな出版、2015年3月13発売[17]）
- コミック 人生に迷ったら知覧に行け（原作：永松茂久、きずな出帆、2015年4月10日発売[18]） - 同著のコミカライズ[18]。
- やる気を育てる物語〜やりたいことをやる人生〜（原作：小林フキコ、2016年8月刊） - 電子書籍限定。
- 陽はまたのぼる（原作：氏田善宣、2017年1月刊） - 電子書籍限定。
- 想伝舎ビジネスマンガシリーズ3 インターバンク創業物語（原作：佐藤豪、2017年1月刊） - 電子書籍限定。
- 想伝舎ビジネスマンガシリーズ4 エコリング創業物語（原作：桑田一成、2017年3月刊） - 電子書籍限定。
- マンガでわかる 仕事もプライベートもうまくいく感情のしくみ（監修：城ノ石ゆかり、実業之日本社、2017年9月8日発売）
- まんが 超訳「論語と算盤」（原作：渋沢栄一・監修：守屋淳・解説：渋澤健・シナリオ：山本時嗣・作画：新津タカヒト、光文社、2020年1月21日発売） - 漫画構成を担当。

## 師匠
- 平松伸二[1]
- 本宮ひろ志[1]
- 三田紀房[1]